# Radio X (Italia)
Radio X è una emittente radiofonica in lingua italiana e sarda trasmittente in Sardegna. 
È la prima stazione radio in Europa ad essere sbarcata su Internet, nel febbraio del 1995.

## Storia
Nel 1995 Sergio Benoni, musicista, DJ e giornalista e altri amici esperti di comunicazione si trovavano a Santa Clara, in California, dove incontrarono Rob Glaser e altri due ragazzi di Seattle fondatori di RealNetworks (azienda titolare dei prodotti RealPlayer, RealAudio e RealVideo), di fatto gli inventori dello streaming audio. Da essi acquisirono una licenza per una Web radio in Europa e la prima diretta avviene nel mese di febbraio. A testimonianza dell'avanguardia dietro tale azienda, la piattaforma si appoggiava all'Internet service provider cagliaritano Video On Line di Nicola Grauso, allora uno dei fondatori della rete internet italiana e principale provider del Paese. Sin dalla nascita la radio è stata gestita indipendentemente senza essere controllata da alcun network o da concessionarie pubblicitarie.
Col tempo lo stile della radio si è assestato sul genere cult, trasmettendo principalmente musica jazz, soul e lounge, a fare da contorno a trasmissioni improntate sulle attività e sulle manifestazioni culturali della città di Cagliari e della relativa provincia. Importante spazio viene dato anche alla lingua sarda attraverso diversi programmi culturali e d'informazione.
Dal novembre 1995 Radio X è infatti attiva in provincia di Cagliari sulla frequenza dei 96.8 MHz e si stima un bacino d'utenza pari a oltre 30.000 ascoltatori medi via etere e a diverse decine di migliaia connesse via Internet ogni giorno.
Trasmette dal 2016 dagli studi di Cagliari nel centro culturale ExMà in via Sonnino, dopo essere stata fin dalla nascita nel centro storico in Piazza del Carmine.

## Programmi
Il programma di punta della trasmissione è Buongiorno Cagliari, condotto dal giornalista Vito Biolchini e dall'attore teatrale Elio Turno Arthemalle, i quali annunciano e commentano ogni mattina alle ore 8 le notizie dai quotidiani L'Unione Sarda e La Nuova Sardegna in chiave ironica. Questa trasmissione nacque nel 2008 in un'altra radio cittadina, Radio Press, poi successivamente fallita. Altro principale contenitore è Extralive, che dalle 19 alle 20 racconta le iniziative culturali della città, ma non solo. Il lunedì con Ilene Steingut il tema principale è l'urbanistica, l'architettura e la mobilità, mentre il mercoledì con Andrea Prost di cultura e conoscenza e il giovedì di creatività con Alessandro Congiu e Davide Cabras. Il venerdì invece il fondatore Sergio Benoni tratta temi relativi all'impresa e all'innovazione.
Per quanto riguarda la musica programmi storici sono CinematiCA: “suoni da e per il cinema”, condotto da Gianmarco Diana, il quale si occupa di ripercorrere la storia delle principali colonne sonore dei film e Stolen moments, condotto da Stefano Fratta riguardante dischi, racconti e chiacchiere con ospiti della scena jazz isolana. Freak out!, con Gianni Agnesa e Gino Scarpa, invece ripercorre la musica e la storia degli anni ’60 e ’70 tra ricordi e racconti della Cagliari di quel tempo.
La programmazione in sardo è coperta dal programma d'informazione Tempus de oi relativa alle news di spettacolo, musica e arte e al programma d'insegnamento della lingua sarda Prof. Babaiola (piga su libru e bai a iscola), entrambi condotti da Elio Turno Arthemalle.
Nel settembre del 2016 è nato il RADIO X Social CLUB, un laboratorio creativo per progettare e comunicare insieme alle associazioni, alle imprese innovative, ai creativi, ai musicisti e ai cittadini. Tale spazio ha permesso di creare una serie di trasmissioni parallele autoprodotte che trovano e hanno trovato più o meno saltuariamente spazio nel palinsesto generale.

## Iniziative culturali
Radio X è media partner di importanti festival, rassegne ed eventi speciali della città di Cagliari, come il Festival Jazz, Babel Festival, Slow Food, Tutte Storie, Leggendo Metropolitano e Monumenti Aperti. A questi appuntamenti si aggiungono i laboratori e gli incontri organizzati in vari spazi cittadini come l'Università di Cagliari e l'Istituto europeo di design e le dirette da locali e centri culturali come il Ghetto degli ebrei, ExMà e la Mediateca del Mediterraneo.